# Secretaría de Economía

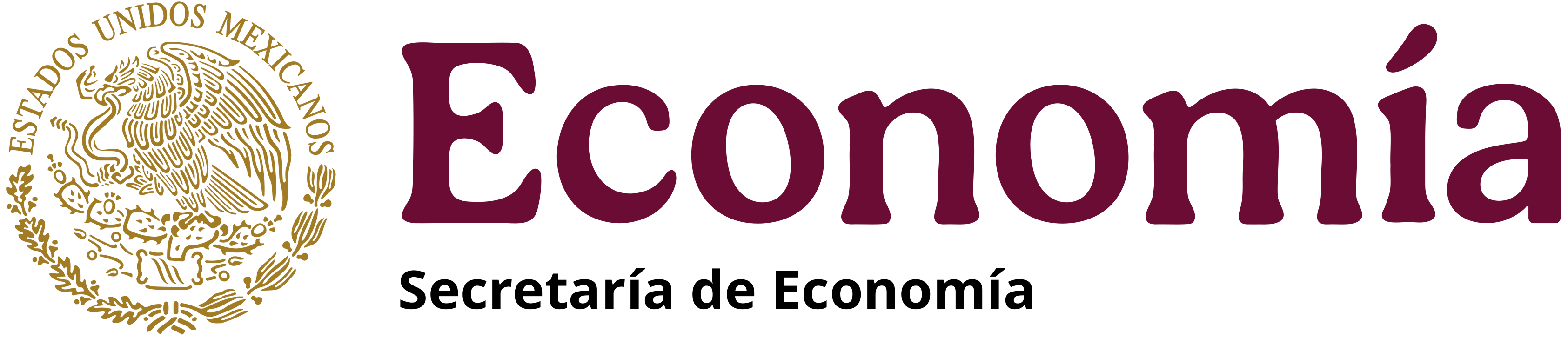
SE

Das Secretaría de Economía (SE) ist das „Wirtschaftssekretariat (der Regierung)“ in Mexiko, vergleichbar mit einem Wirtschaftsministerium.
1917 wurde das „Sekretariat für Industrie, Handel und Arbeit“ (Secretaría de Industria, Comercio y Trabajo) gegründet. Das politische Organ wurde 1932 zum „Sekretariat für nationale Wirtschaft“ (Secretaría de la Economía Nacional) umbenannt. Zwischen 1946 und 1958 trug das Sekretariat schon einmal die heutige Bezeichnung, die es seit 2000 wieder trägt. In der Zwischenzeit hieß es von 1958 bis 1976  Secretaría de Industria y Comercio, danach bis 1982 Secretaría de Comercio und bis ins Jahr 2000 „Sekretariat für Handel und Industrieförderung“ (Secretaría de Comercio y Fomento Industrial - SECOFI).
Das Secretaría de Economía gliedert sich in die vier Untersekretariate für „kleine und mittlere Betriebe“ (Pequeña y Mediana Empresa), „Normierung, Auslandsinvestition und internationale Handelspraxis“ (Normatividad, Inversión Extranjera y Prácticas Comerciales Internacionales), „Industrie und Handel“ sowie „Internationale Handelsabkommen“ (Negociaciones Comerciales Internacionales), ferner in das Secretariado Técnico de Planificación, Comunicación y Enlace für Planungs-, Kommunikations- und Verbindungstechniken sowie die Generalkoordinierungsstelle für Bergbau (Coordinación General de Minería).

## Bisherige Sekretäre
Das Amt eines „Secretario“ / einer „Secretaria“ der Regierung in Mexiko ist vergleichbar mit dem eines Ministers einer Staatsregierung.
| Amtsinhaber                                              | Amtszeit                                                 | Präsident                                                | Zeitraum                                                 |
| Secretario / Secretaria de Industria, Comercio y Trabajo | Secretario / Secretaria de Industria, Comercio y Trabajo | Secretario / Secretaria de Industria, Comercio y Trabajo | Secretario / Secretaria de Industria, Comercio y Trabajo |
| -------------------------------------------------------- | -------------------------------------------------------- | -------------------------------------------------------- | -------------------------------------------------------- |
| Alberto J. Pani                                          | 1917–1919                                                | Venustiano Carranza                                      | 1917–1920                                                |
| León Salinas                                             | 1919                                                     | Venustiano Carranza                                      | 1917–1920                                                |
| Plutarco Elías Calles                                    | 1919–1920                                                | Venustiano Carranza                                      | 1917–1920                                                |
| León Salinas                                             | 1920                                                     | Venustiano Carranza                                      | 1917–1920                                                |
| Jacinto B. Treviño                                       | 1920                                                     | Adolfo de la Huerta                                      | 1920                                                     |
| Rafael Zubarán Capmany                                   | 1920–1922                                                | Álvaro Obregón                                           | 1920–1924                                                |
| Miguel Alessio Robles                                    | 1922–1923                                                | Álvaro Obregón                                           | 1920–1924                                                |
| Manuel Pérez Treviño                                     | 1923–1924                                                | Álvaro Obregón                                           | 1920–1924                                                |
| Luis Napoleón Morones                                    | 1924–1928                                                | Plutarco Elías Calles                                    | 1924–1928                                                |
| Eduardo Buitrón                                          | 1928                                                     | Plutarco Elías Calles                                    | 1924–1928                                                |
| José Manuel Puig Casauranc                               | 1928                                                     | Plutarco Elías Calles                                    | 1924–1928                                                |
| José Manuel Puig Casauranc                               | 1928                                                     | Emilio Portes Gil                                        | 1928–1930                                                |
| Ramón P. de Negri                                        | 1929–1930                                                | Emilio Portes Gil                                        | 1928–1930                                                |
| Luis L. León                                             | 1930                                                     | Pascual Ortiz Rubio                                      | 1930–1932                                                |
| Aarón Saénz                                              | 1930–1932                                                | Pascual Ortiz Rubio                                      | 1930–1932                                                |
| Abelardo L. Rodríguez                                    | 1932                                                     | Pascual Ortiz Rubio                                      | 1930–1932                                                |
| Primo Villa Michel                                       | 1932                                                     | Pascual Ortiz Rubio                                      | 1930–1932                                                |
| Secretario / Secretaria de la Economía Nacional          |                                                          |                                                          |                                                          |
| Primo Villa Michel                                       | 1932–1934                                                | Abelardo L. Rodríguez                                    | 1932–1934                                                |
| Francisco J. Múgica                                      | 1934–1935                                                | Lázaro Cárdenas del Río                                  | 1934–1940                                                |
| Rafael Sánchez Tapia                                     | 1935–1938                                                | Lázaro Cárdenas del Río                                  | 1934–1940                                                |
| Efraín Buenrostro                                        | 1938–1940                                                | Lázaro Cárdenas del Río                                  | 1934–1940                                                |
| Francisco Javier Gaxiola                                 | 1940–1944                                                | Manuel Ávila Camacho                                     | 1940–1946                                                |
| Julio Serrano                                            | 1944–1946                                                | Manuel Ávila Camacho                                     | 1940–1946                                                |
| Secretario / Secretaria de Economía                      |                                                          |                                                          |                                                          |
| Antonio Ruiz Galindo                                     | 1946–1948                                                | Miguel Alemán Valdés                                     | 1946–1952                                                |
| Antonio Martínez Baez                                    | 1948–1952                                                | Miguel Alemán Valdés                                     | 1946–1952                                                |
| Gilberto Loyo                                            | 1952–1958                                                | Adolfo Ruiz Cortines                                     | 1952–1958                                                |
| Secretario / Secretaria de Industria y Comercio          |                                                          |                                                          |                                                          |
| Raúl Salinas Lozano                                      | 1958–1964                                                | Adolfo López Mateos                                      | 1958–1964                                                |
| Octaviano Campos Salas                                   | 1964–1970                                                | Gustavo Díaz Ordaz                                       | 1964–1970                                                |
| Carlos Torres Manzo                                      | 1970–1974                                                | Luis Echeverría                                          | 1970–1976                                                |
| José Campillo Sáinz                                      | 1974–1976                                                | Luis Echeverría                                          | 1970–1976                                                |
| Secretario / Secretaria de Comercio                      |                                                          |                                                          |                                                          |
| Fernando Solana                                          | 1976–1977                                                | José López Portillo                                      | 1976–1982                                                |
| Jorge de la Vega Domínguez                               | 1977–1982                                                | José López Portillo                                      | 1976–1982                                                |
| Secretario / Secretaria de Comercio y Fomento Industrial |                                                          |                                                          |                                                          |
| Héctor Hernández Cervantes                               | 1982–1988                                                | Miguel de la Madrid                                      | 1982–1988                                                |
| Jaime Serra Puche                                        | 1988–1994                                                | Carlos Salinas de Gortari                                | 1988–1994                                                |
| Herminio Blanco                                          | 1994–2000                                                | Ernesto Zedillo                                          | 1994–2000                                                |
| Secretario / Secretaria de Economía                      |                                                          |                                                          |                                                          |
| Luis Ernesto Derbez                                      | 2000–2003                                                | Vicente Fox                                              | 2000–2006                                                |
| Fernando Canales Clariond                                | 2003–2005                                                | Vicente Fox                                              | 2000–2006                                                |
| Sergio García de Alba                                    | 2005–2006                                                | Vicente Fox                                              | 2000–2006                                                |
| Eduardo Sojo Garza-Aldape                                | 2006–2008                                                | Felipe Calderón Hinojosa                                 | 2006–2012                                                |
| Gerardo Ruiz Mateos                                      | 2008–2010                                                | Felipe Calderón Hinojosa                                 | 2006–2012                                                |
| Bruno Ferrari García de Alba                             | 2010–2012                                                | Felipe Calderón Hinojosa                                 | 2006–2012                                                |
| Ildefonso Guajardo Villareal                             | 2012–2018                                                | Enrique Peña Nieto                                       | 2012–2018                                                |
| Graciela Márquez Colín                                   | 2018–                                                    | Andrés Manuel López Obrador                              | 2018–                                                    |